# Farbtherapie
Als Farbtherapie (teilweise auch Chromotherapie genannt) werden pseudowissenschaftliche Behandlungsformen bezeichnet, bei denen Farben zu therapeutischen Zwecken verwendet werden. Hierbei sollen Farben des sichtbaren Spektrums Patienten auf physischer, emotionaler, spiritueller oder mentaler Ebene beeinflussen und so das Selbstheilungspotenzial des Körpers entfalten. Dies soll durch farbige Substanzen oder Licht erreicht werden.
Die zugrundeliegenden Annahmen sind unplausibel und stehen im Widerspruch zu wissenschaftlichen Erkenntnissen. Es gibt zudem keine wissenschaftlichen Studien, auf die sich die verschiedenen theoretischen Konzepte zur Farbtherapie stützen würden.
Abgegrenzt werden müssen die Lichttherapie, die Anwendung von Infrarotlicht und auch die Phototherapie mit UV-Licht, die eine Behandlungsmöglichkeit z. B. bei Kindern mit Neugeborenenikterus ist. Die Wirkung von Infrarotlicht oder von UV-Licht beruht nicht auf Farbe.

## Historische Entwicklung
Schon in der Antike wurde mit Farben in der Heilkunde experimentiert. Kranke wurden mit farbigen Pasten bestrichen oder in farbige Tücher eingewickelt. Goethe beschäftigte sich in seinen Schriften mit Farben und deren Wirkung.
1878 erschien das chromotherapeutische Werk „The Principles of Light and Color“ des Arztes Edwin D. Babitt, 1895 in der Vossischen Zeitung ein Aufsatz von Carus Sterne mit dem Titel „Der Farbenreiz bei Mensch und Tier – eine Betrachtung zu Goethes Farbenlehre“. In beiden Werken wird über eine Heilweise mittels Farbe berichtet, die schon im 14. Jahrhundert bei Pockenseuchen angewendet worden sei und die noch im 18. Jahrhundert in mehreren europäischen Ländern, sowie in Indochina und Japan bei Pocken indiziert war: Diese Methode bestand darin, dass die Pockenkranken durch Verhängen eines Raumes mit roten Tüchern, roten Vorhängen etc. ganz in Rot gehüllt wurden. Rudolf Steiner entwickelte mit dem Neurologen Felix Peipers (1873–1944) im Jahre 1908 eine Farbtherapie.
Die Farbtherapie verlor ab den 1920er Jahren wegen fehlender Erfolge zunehmend an Bedeutung.

## Therapieformen
Verfechter der Farbtherapie nehmen Bezug auf chinesische (TCM) oder ayurvedische Überlieferungen, verweisen auf die Farbenlehren Goethes, Steiners und insbesondere auf die Arbeiten Max Lüschers (Lüscher-Farbtest) und auf die des Biophysikers Fritz-Albert Popp („Biophotonenfeld“). Bei den Therapeuten ist aber umstritten, welche Farbe wie genau eingesetzt werden sollte.
Für alle behaupteten Wirkungen fehlen Evidenzen, sie sind nicht plausibel. Wie, dass die Haut Farbschwingungen aufnimmt und deren Wirkung ins Innere des Körpers weiterleiten kann, ist nicht belegt.

### Farbmeridiantherapie
Die Farbmeridiantherapie geht zurück auf die Krankengymnastin Christel Heidemann und sieht sich als Regulationstherapie. Sie nimmt für sich in Anspruch, auf Grundlage der Meridianlehre der TCM die Fünf-Elemente-Lehre mit der Farbenlehre von Goethe zu verbinden. Hierbei werden mittels Naturfarben gefärbte Seidenpflaster mit je einer anregenden und beruhigenden Farbe den 12 „Meridianen“ zugeordnet. Weder liegt Fachliteratur zur Methode vor, noch wurden „Meridiane“ nachgewiesen.

### Farbpunktur

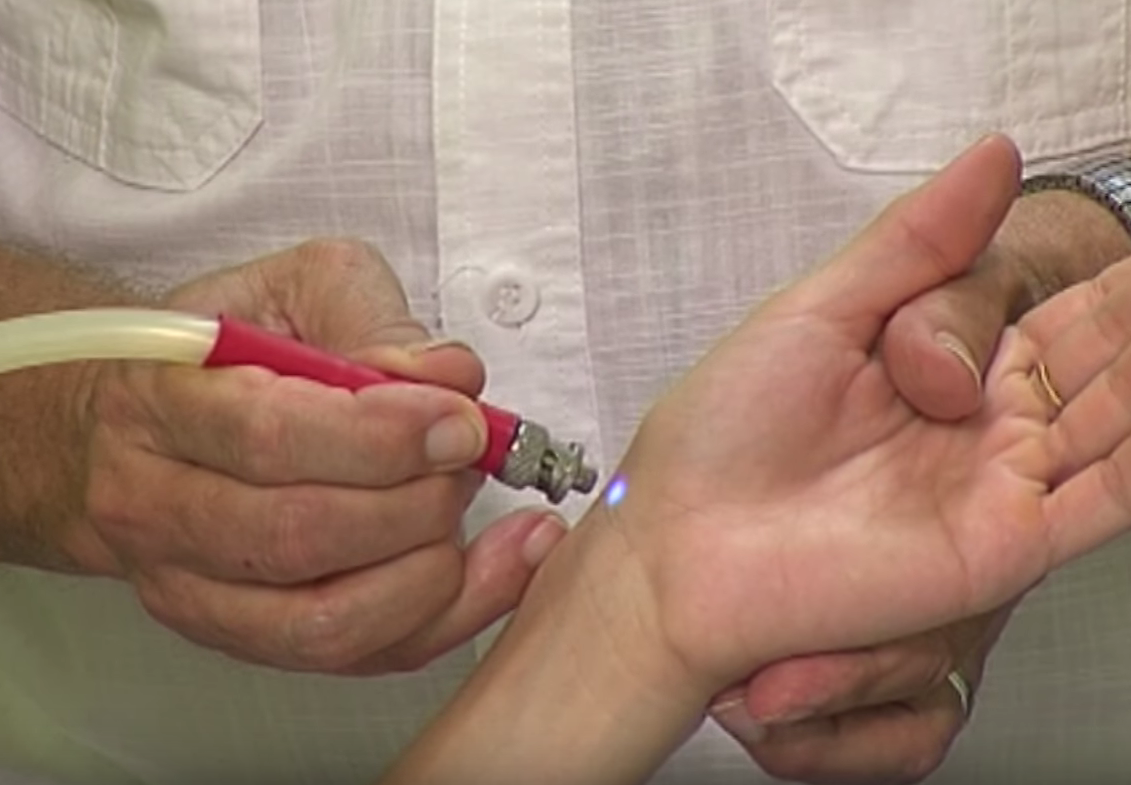
Blaues Licht wird auf ein Akupunkturpunkt gerichtet

Bei der vom Heilpraktiker Peter Mandel erfundenen „esogetischen Farbpunktur“ wird gebündeltes Farblicht auf Akupunkturpunkte gerichtet, die so stimuliert werden sollen. Ziel ist die traditionelle Akupunktur durch Bestrahlung mit farbigem Licht zu ergänzen, um mit bestimmten Farben heilende Wirkungen zu erzielen. Nach dieser Vorstellung soll Farbe Lebensenergie sein, die heilende Informationen tragen soll; die Akupunkturpunkte sollen dann diese Informationen zu den Zellen und Organen weiterleiten, die diese benötigen.

### Aura-Soma

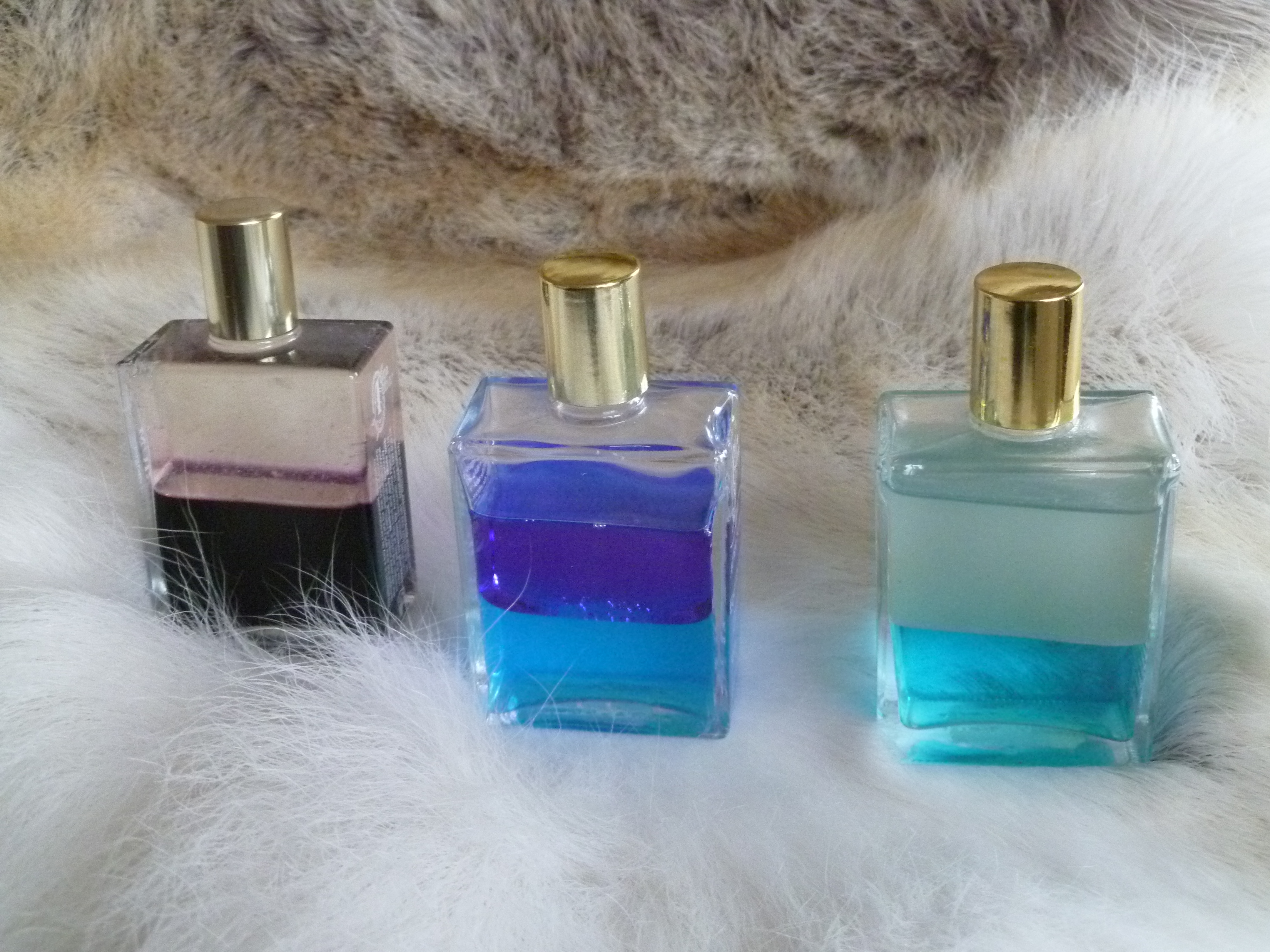
Aura-Soma, Equilibrium-Flaschen

„Aura-Soma“, eine Wortbildung aus griech. aura (Hauch, Schimmer) und soma (Leib), wurde Mitte der 1980er Jahre von der aus London stammenden Hellseherin Vicky Wall erfunden.
Der Inhalt der Aura-Soma-Fläschchen besteht aus zwei Flüssigkeiten die in eine obere und eine untere Schicht zu je 50 % aufgeteilt sind. Sie lassen sich durch schütteln zwar für kurze Zeit mischen, separieren sich aber bald wieder in zwei Schichten. Die obere Schicht besteht aus gefärbten Ölen wie Oliven- oder Lotusblütenöl, die untere Schicht besteht aus gefärbtem Wasser, angeblich aus einer heiligen Quelle von Claisten Burry in England. Anwender sollen durch „energetische Kopplung“ die richtige Flasche auswählen, schütteln, und den Inhalt wie ein kosmetisches Öl auf die Haut streichen. Aura-Soma ist eine eingetragene Marke der Firma Aura-Soma Products Limited aus Glastonbury.

### Sonstiges
Einige Therapeuten empfehlen zum Beispiel, sich gezielt mit bestimmten Farben zu umgeben oder gezielt Lebensmittel einer bestimmten Farbe zu essen. Eher dem Wellness-Bereich zuzuordnen sind farbige Badezusätze. Das Visualisieren von Farben spielt eine Rolle in der Meditation und wird auch sonst mitunter zur Entspannung empfohlen.